# Кёчау
Кёчау (нем. Kötzschau) — община в Германии, в земле Саксония-Анхальт. 
Входит в состав района Зале. Подчиняется управлению Лойна-Кёчау.  Население составляет 2070 человек (на 7 февраля 2025 года). Занимает площадь 16,77 км².
Община подразделяется на 4 сельских округа.